# Кримська сільська обласна рада депутатів трудящих VIII скликання
Кримська обласна (сільська) рада депутатів трудящих восьмого скликання — представничий орган Кримської області у 1963 —1965 роках.
Нижче наведено список депутатів Кримської обласної (сільської) ради 8-го скликання, обраних 3 березня 1963 року в загальних та особливих округах. Всього до Кримської обласної (сільської) ради 8-го скликання було обрано 104 депутати по відкритих та по закритих військових округах.
| Прізвище, ім'я, по-батькові        | Місто чи район           | Виборчий округ | Посада | Примітки                         |
| ---------------------------------- | ------------------------ | -------------- | --- | -------------------------------- |
| Агафонов Данило Іванович           | особливий округ          |                | контрадмірал |                                  |
| Аксененко Марія Андріївна          | Джанкойський район       | № 40           | доярка колгоспу «Росія» |                                  |
| Алтухова Лідія Пилипівна           | Білогірський район       | № 29           | вчителька середньої школи № 1 міста Білогірська |                                  |
| Амосяцька Галина Михайлівна        | Білогірський район       | № 38           | бригадир овочівницької бригади колгоспу «Росія» |                                  |
| Бахтін Юрій Георгійович            | Красногвардійський район | № 64           | начальник Красногвардійського радгоспно-колгоспного виробничого управління |                                  |
| Безсонова Ніна Олександрівна       | Красногвардійський район | № 73           | ланкова виноградарської бригади колгоспу «Дружба народів» |                                  |
| Бойкова Іоланна Іванівна           | Чорноморський район      | № 97           | трактористка радгоспу «Славне» |                                  |
| Борзенко Євгенія Іпатіївна         | Білогірський район       | № 34           | бригадир виноградарської бригади радгоспу «Передгір’я» |                                  |
| Бугайов Микола Іванович            | Бахчисарайський район    | № 22           | полковник, командир Наземного вимірювального пункту № 10 |                                  |
| Булгаков Василь Іванович           | особливий округ          |                | генерал-майор, командир 45-го армійського корпусу |                                  |
| Велика Надія Степанівна            | Ленінський район         | № 75           | вчителька середньої школи селища Леніно |                                  |
| Власенко Лідія Дмитрівна           | Нижньогірський район     | № 91           | свинарка колгоспу «Більшовик» |                                  |
| Волков Леонід Григорович           | Бахчисарайський район    | № 12           | директор радгоспу імені Чкалова |                                  |
| Воробйов Гурій Олексійович         | Бахчисарайський район    | № 15           | начальник Кримського обласного управління водного господарства |                                  |
| Гарматько Іван Миколайович         | Ленінський район         | № 77           | заступник голови Кримського сільського облвиконкому |                                  |
| Гетьман Олександра Павлівна        | Бахчисарайський район    | № 19           | бригадир-птахівник радгоспу «Південний» |                                  |
| Гладишева Ольга Павлівна           | Бахчисарайський район    | № 26           | агроном-насінникар Сімферопольської овочево-картопляної станції |                                  |
| Глушакова Марія Юхимівна           | Сакський район           | № 53           | доярка колгоспу імені Горького |                                  |
| Гульчак Борис Миколайович          | Чорноморський район      | № 98           | 2-й секретар Кримського сільського обласного комітету КПУ |                                  |
| Деркач Микола Дмитрович            | Красногвардійський район | № 68           | бригадир радгоспу «Червоний Крим» |                                  |
| Долгова Олександра Микитівна       | Джанкойський район       | № 47           | головний педіатр Кримського обласного відділу охорони здоров’я |                                  |
| Євтушенко Павло Павлович           | Білогірський район       | № 33           | завідувач фінансового відділу Кримського облвиконкому |                                  |
| Жучков Іван Федорович              | Алуштинський район       | № 3            | голова Алуштинського райвиконкому |                                  |
| Зайцев Михайло Сергійович          | Сакський район           | № 54           | голова Сакського райвиконкому |                                  |
| Іванін Леонід Якович               | Бахчисарайський район    | № 14           | заступник начальника Кримського обласного управління виробництва і заготівель сільськогосподарських продуктів                                                                 |                                  |
| Кадулін Іван Степанович            | Нижньогірський район     | № 90           | голова Нижньогірського райвиконкому |                                  |
| Кайоткін В'ячеслав Миколайович     | Бахчисарайський район    | № 8            | голова Бахчисарайського райвиконкому |                                  |
| Клязника Володимир Єгорович        | Сакський район           | № 56           | редактор обласної газети «Кримська правда» |                                  |
| Князєва Марія Данилівна            | Алуштинський район       | № 6            | бригадир виноградарської бригади винрадгоспу «Судак» |                                  |
| Коваленко Дмитро Дмитрович         | Нижньогірський район     | № 94           | голова Кримського обласного об’єднання «Сільгосптехніка» |                                  |
| Ковальова Зінаїда Кирилівна        | Бахчисарайський район    | № 11           | парниковод колгоспу імені Леніна |                                  |
| Кожушкова Ганна Миколаївна         | Нижньогірський район     | № 93           | бригадир виноградарської бригади радгоспу «40 років Жовтня» |                                  |
| Колесников Віктор Петрович         | Алуштинський район       | № 1            | заступник начальника Кримського обласного управління охорони громадського порядку                                                                                             |                                  |
| Корень Віра Федорівна              | Бахчисарайський район    | № 9            | вчителька Бахчисарайської середньої школи № 1 |                                  |
| Корчак Надія Данилівна             | Красноперекопський район | № 61           | доярка колгоспу «Радянська Батьківщина» |                                  |
| Кругляк Ніна Степанівна            | Джанкойський район       | № 41           | бригадир виноградарської бригади радгоспу «Ново-Джанкойський» |                                  |
| Кузнєцов Сергій Миколайович        | Ленінський район         | № 83           | голова Ленінського райвиконкому |                                  |
| Кулаков Костянтин Федорович        | Ленінський район         | № 79           | 1-й заступник голови Кримського сільського облвиконкому |                                  |
| Куришев Олександр Іванович         | Бахчисарайський район    | № 20           | голова Кримської обласної планової комісії |                                  |
| Кутепов Микола Іванович            | Сакський район           | № 49           | зоотехнік колгоспу імені Леніна |                                  |
| Куц Іван Максимович                | Джанкойський район       | № 45           | голова Джанкойського райвиконкому |                                  |
| Кущ Раїса Іванівна                 | Бахчисарайський район    | № 16           | бригадир виноградарської бригади радгоспу «Виноградний» |                                  |
| Лантратов Дмитро Іванович          | Красноперекопський район | № 60           | бульдозерист будівельно-монтажного управління № 4 «Кримводбуду» |                                  |
| Левченко Григорій Федорович        | Красногвардійський район | № 72           | секретар Кримського сільського облвиконкому |                                  |
| Лопатін Георгій Іванович           | Бахчисарайський район    | № 24           | завідувач Кримського обласного відділу соціального забезпечення |                                  |
| Лутак Іван Кіндратович             | Красноперекопський район | № 58           | 1-й секретар Кримського сільського обкому КПУ |                                  |
| Малик Марія Іванівна               | Білогірський район       | № 35           | робітниця радгоспу «Золоте поле» |                                  |
| Матвєєнко Віктор Миколайович       | Бахчисарайський район    | № 27           | голова Кримського обласного комітету профспілки робітників і службовців сільського господарства і заготівель                                                                  |                                  |
| Мироненко Олександр Олексійович    | особливий округ          |                | командувач ВПС Чорноморського флоту |                                  |
| Миронова Лідія Григорівна          | Бахчисарайський район    | № 13           | ланкова тютюнницької бригади імені Калініна |                                  |
| Мірошниченко Володимир Миколайович | Білогірський район       | № 36           | голова Білогірського райвиконкому |                                  |
| Мойсеєв Микола Андрійович          | Красногвардійський район | № 65           | голова Кримського сільського облвиконкому |                                  |
| Моргачов Анатолій Олексійович      | Красногвардійський район | № 70           | 1-й секретар Кримського сільського обкому ЛКСМУ |                                  |
| Негуляєва Ніна Степанівна          | Джанкойський район       | № 44           | бригадир радгоспу «Мічуринець» |                                  |
| Нікітенко Галина Григорівна        | Білогірський район       | № 37           | старший зоотехнік колгоспу імені Калініна |                                  |
| Нікітін Андрій Панасович           | Ленінський район         | № 82           | тракторист радгоспу «Приморський» |                                  |
| Новикова Марія Несторівна          | Нижньогірський район     | № 89           | телятниця колгоспу «Шлях до комунізму» |                                  |
| Носова Олександра Єрмолаївна       | Красногвардійський район | № 69           | бригадир-тваринник колгоспу імені XXI з’їзду КПРС |                                  |
| Нужда Єлизавета Матвіївна          | Бахчисарайський район    | № 23           | пташниця радгоспу «Червоний» |                                  |
| Овсянников Михайло Семенович       | Бахчисарайський район    | № 28           | механік колгоспу «Україна» |                                  |
| Окуненко Іван Іванович             | Білогірський район       | № 31           | голова колгоспу «Перемога» | повноваження припинені 1963 року |
| Омельченко Раїса Антонівна         | Сакський район           | № 55           | ланкова овочівницької бригади радгоспу «Саки» |                                  |
| Омесов Андрій Олексійович          | Красноперекопський район | № 63           | голова Красноперекопського райвиконкому |                                  |
| Онищенко Олена Михайлівна          | Красноперекопський район | № 59           | робітниця садівницької бригади радгоспу «П’ятиозерний» |                                  |
| Отришко Василь Іванович            | Красногвардійський район | № 71           | комбайнер радгоспу «Краснознаменський» |                                  |
| Панченко Іван Микитович            | Красногвардійський район | № 74           | директор радгоспу «Більшовик» |                                  |
| Петрушова Ніна Іванівна            | Бахчисарайський район    | № 10           | старший науковий співробітник Державного Нікітського ботанічного саду |                                  |
| Пікова Олександра Володимирівна    | Алуштинський район       | № 7            | бригадир винрадгоспу «Коктебель» |                                  |
| Плахотникова Євгенія Василівна     | Ленінський район         | № 78           | доярка колгоспу імені Войкова |                                  |
| Покидько Марія Йосипівна           | Сакський район           | № 52           | завідувачка молочнотоварної ферми радгоспу «Першотравневий» |                                  |
| Приходько Микола Демидович         | Бахчисарайський район    | № 17           | голова колгоспу імені XXII з’їзду КПРС |                                  |
| П'ятибрат Ксенія Антонівна         | Чорноморський район      | № 95           | старший зоотехнік колгоспу «Більшовик» |                                  |
| Разбоєва Тетяна Петрівна           | Красногвардійський район | № 66           | бригадир свинарської ферми радгоспу імені Тимірязєва |                                  |
| Раханська Клавдія Василівна        | Бахчисарайський район    | № 25           | бригадир садово-городньої бригади колгоспу «Перемога» |                                  |
| Резанов Петро Мартинович           | Нижньогірський район     | № 92           | начальник управління культури Кримського сільського облвиконкому |                                  |
| Родін Василь Іванович              | Нижньогірський район     | № 87           | бригадир садівничої бригади колгоспу імені XXI з’їзду КПРС |                                  |
| Руднєва Валентина Василівна        | Алуштинський район       | № 2            | бригадир садово-виноградарської бригади винрадгоспу «Алушта» |                                  |
| Руснак Микола Михайлович           | Красногвардійський район | № 67           | голова Красногвардійського райвиконкому |                                  |
| Сарачан Микола Григорович          | Ленінський район         | № 76           | бригадир комплексної бригади колгоспу «Світанок» |                                  |
| Сенкевич Тимофій Прокопович        | Красноперекопський район | № 57           | керуючий тресту «Кримводбуд» |                                  |
| Сердюк Микола Кузьмович            | Ленінський район         | № 80           | начальник Ленінського радгоспно-колгоспного виробничого управління |                                  |
| Слободянюк Марія Федорівна         | Нижньогірський район     | № 88           | доярка колгоспу «Червоний промінь» |                                  |
| Солодовник Леонід Дмитрович        | Бахчисарайський район    | № 18           | секретар Кримського сільського обласного комітету КПУ, завідувач ідеологічного відділу Кримського сільського обласного комітету КПУ                                           |                                  |
| Старцев Володимир Серафимович      | Нижньогірський район     | № 85           | тракторист колгоспу «Нове життя» |                                  |
| Степанов Микола Іванович           | Білогірський район       | № 30           | завідувач Кримського обласного відділу комунального господарства |                                  |
| Струкова Євдокія Олексіївна        | Джанкойський район       | № 48           | свинарка радгоспу «Насіннєвий» |                                  |
| Тарасова Ольга Іванівна            | Ленінський район         | № 81           | лікар-педіатр Ленінської районної лікарні |                                  |
| Терещенко Клавдія Яківна           | Сакський район           | № 51           | директор радгоспу імені Фрунзе |                                  |
| Титов Григорій Наумович            | особливий округ          |                | командир 1-ї дивізії ППО Чорноморського флоту, генерал-майор авіації |                                  |
| Тішин Михайло Леонтійович          | Сакський район           | № 50           | секретар Кримського сільського обласного комітету КПУ, заступник голови Кримського сільського облвиконкому, голова сільського обласного комітету партійно-державного контролю |                                  |
| Трегубов Іван Олексійович          | Джанкойський район       | № 46           | голова колгоспу «Заповіт Ілліча» |                                  |
| Тучин Степан Васильович            | Чорноморський район      | № 99           | голова правління Кримської обласної спілки споживчих товариств |                                  |
| Ульянова Любов Павлівна            | Білогірський район       | № 32           | ланкова садівницької бригади колгоспу «Гірський» |                                  |
| Філіппов Василь Іванович           | Нижньогірський район     | № 84           | начальник Кримського обласного управління автомобільного транспорту і шосейних доріг                                                                                          |                                  |
| Фіскова Ніна Семенівна             | Джанкойський район       | № 42           | бригадир овочівницької бригади колгоспу «Заповіт Ілліча» |                                  |
| Чабан Дмитро Григорович            | Красноперекопський район | № 62           | голова колгоспу імені Калініна |                                  |
| Шайтуро Леонід Федорович           | Алуштинський район       | № 4            | начальник управління виноробної промисловості |                                  |
| Шевченко Валентина Никифорівна     | Білогірський район       | № 39           | бригадир садівничої бригади радгоспу імені 1-ї П’ятирічки |                                  |
| Шевченко Микола Євлампійович       | Джанкойський район       | № 43           | бригадир радгоспу «Перекопський» |                                  |
| Шевченко Яків Іванович             | Алуштинський район       | № 5            | директор винрадгоспу «Морський» |                                  |
| Шляєв Михайло Федорович            | Чорноморський район      | № 100          | голова Чорноморського райвиконкому |                                  |
| Штикало Федір Єфремович            | Бахчисарайський район    | № 21           | завідувач Кримського обласного відділу народної освіти |                                  |
| Юдін Вадим Миколайович             | Чорноморський район      | № 96           | токар Роздольненського відділення «Сільгосптехніки» |                                  |
| Яников Іван Григорович             | Нижньогірський район     | № 86           | головний агроном колгоспу «Україна» |                                  |
| Філіппов Віктор Васильович         | Білогірський район       | № 31           | голова колгоспу | дообраний 22.12.1963 року        |

9 березня 1963 року відбулася 1-а сесія Кримської обласної (сільської) ради депутатів трудящих 8-го скликання. Головою виконкому обраний Мойсеєв Микола Андрійович; першим заступником голови виконкому — Кулаков Костянтин Федорович;  заступниками голови виконкому — Гарматько Іван Миколайович, Тішин Михайло Леонтійович; секретарем облвиконкому — Левченко Григорій Федорович.
Членами виконкому ради обрані Бахтін Юрій Георгійович,  Євтушенко Павло Павлович,  Колесников Віктор Петрович,  Куришев Олександр Іванович, Лутак Іван Кіндратович,  Раханська Клавдія Василівна, Трегубов Іван Олексійович,  Тучин Степан Васильович.
Головами комісій Кримської обласної Ради депутатів трудящих обрані: бюджетно-фінансової — Жучков Іван Федорович, сільськогосподарської — Шайтуро Леонід Федорович, народної освіти — Моргачов Анатолій Олексійович, торгової — Омесов Андрій Олексійович, культурно-просвітницької роботи —  Матвєєнко Віктор Миколайович, шляхового будівництва і благоустрою— Сенкевич Тимофій Прокопович, соціалістичної законності та громадського порядку — Кайоткін В'ячеслав Миколайович, охорони здоров'я — Долгова Олександра Микитівна. 
Сесія затвердила обласний виконавчий комітет у складі: голова планової комісії — Куришев Олександр Іванович, завідувач відділу народної освіти — Штикало Федір Єфремович, завідувач фінансового відділу— Євтушенко Павло Павлович,  завідувач відділу соціального забезпечення — Лопатін Георгій Іванович, завідувач відділу комунального господарства — Степанов Микола Іванович, завідувач організаційно-інструкторського відділу — Татарников Олексій Ілліч, завідувач відділу оргнабору робітників і переселення — Нікерін Костянтин Данилович, завідувач загального відділу — Стулов Анатолій Васильович, начальник управління торгівлі — Шостак Володимир Семенович,  начальник управління культури — Резанов Петро Мартинович, начальник управління виробництва і заготівель сільськогосподарських продуктів — Кулаков Костянтин Федорович, начальник управління водного господарства — Воробйов Гурій Олексійович, начальник управління лісового господарства і лісозаготівель — Андроновський Олександр Ілліч, начальник управління будівництва та експлуатації автомобільних доріг — Філіппов Василь Іванович. 

7 грудня 1964 року відбулася VIII об'єднана сесія Кримської промислової та сільської рад депутатів трудящих.
Головою виконкому обраний Дружинін Володимир Миколайович; першим заступником голови виконкому — Мойсеєв Микола Андрійович;  заступниками голови виконкому — Деркач Анатолій Петрович,  Кулаков Костянтин Федорович, Чемодуров Трохим Миколайович; секретарем облвиконкому — Саранцев Олександр Павлович.
Головами комісій Кримської обласної Ради депутатів трудящих обрані: мандатної — Солодовник Леонід Дмитрович, бюджетно-фінансової — Король Іван Овксентійович, промислово-транспортної — Пінчук Василь Максимович, сільськогосподарської — Волков Леонід Григорович, народної освіти — Куліпанова Вероніка Миколаївна, торгівлі та громадського харчування — Омесов Андрій Олексійович, житлово-комунального господарства— Барановський Василь Васильович, культурно-просвітницької роботи —  Матвєєнко Віктор Миколайович, шляхового будівництва і благоустрою — Сенкевич Тимофій Прокопович, соціалістичної законності та громадського порядку — Паламарчук Петро Тимофійович, охорони здоров'я і курортів — П'яткін Кирило Дмитрович. 
Сесія затвердила обласний виконавчий комітет у складі: голова планової комісії — Куришев Олександр Іванович, завідувач відділу народної освіти — Штикало Федір Єфремович, завідувач відділу охорони здоров'я —Мецов Петро Георгійович, завідувач фінансового відділу — Євтушенко Павло Павлович,  завідувач відділу соціального забезпечення — Кучерук Микола Ілліч, завідувач відділу комунального господарства — Низовий Іван Никонович, завідувач відділу оргнабору робітників і переселення — Нікерін Костянтин Данилович,  завідувач організаційно-інструкторського відділу — Татарников Олексій Ілліч, завідувач архівного відділу — Бєлікова Олександра Дем'янівна, завідувач загального відділу —Левченко Григорій Федорович, начальник відділу у справах будівництва і архітектури — Мелік-Парсаданов Віктор Паруйрович, завідувач відділу капітального будівництва — Іванов Олександр Іванович, начальник управління охорони громадського порядку — Захаров Віталій Федорович, начальник управління виробництва і заготівель сільськогосподарських продуктів — Кулаков Костянтин Федорович, начальник управління із зрошувального землеробства — Іванін Леонід Якович, начальник управління торгівлі — Макєєв Андрій Іванович, начальник управління постачання і збуту — Бєлоконь Панас Микитович, начальник управління побутового обслуговування населення — Смородін Григорій Іванович, начальник управління професійно-технічної освіти — Овдієнко Микола Андрійович, начальник управління культури — Івановський Георгій Васильович, начальник управління кінофікації — Кожухов Петро Пантелійович, начальник управління зв'язку — Проскурін Іван Прокопович, начальник управління лісового господарства і лісозаготівель — Андроновський Олександр Ілліч, начальник управління будівництва та експлуатації автомобільних доріг — Строков Я.А., начальник управління з преси — Соколов Ф.О., голова комітету з телебачення і радіомовлення — Щербаченко Я.С. 